# Вилласенор, Александрия
Александрия Вильясенор (англ. Alexandria Villaseñor; род. 18 мая 2005, Дейвис, Калифорния) — американская экологическая активистка Нью-Йорка. Последователь движения «Пятницы во имя будущего» и экологической активистки Греты Тунберг. Вилласенор является соучредителем организации US Youth Climate Strike и основателем Earth Uprising.

## Биография
Вилласенор родилась и выросла в городе Дейвис штата Калифорния. Семья переехала из северной Калифорнии в Нью-Йорк в 2018 году. Вильясенор — латина. Целью в жизни является работа в структуре Организации Объединённых Наций.

## Активистская деятельность
Борьба Вилласенор против изменения климата началась в ноябре 2018 года в Калифорнии во время семейного отдыха, когда она оказалась в облаке дыма от пожара в лагере отдыха. Александрия больна астмой, поэтому она сильно физически пострадала. После чего она начала исследовать изменение климата и повышение температуры, которые являются причиной серьёзного пожара.
Мать Александрии, Кристин Хог, поступила в магистратуру Колумбийского университета изучать изменение климата и общество. Она иногда посещала занятия с матерью, где узнала о науке, лежащей в основе изменения климата. Вскоре после этого она присоединилась к нью-йоркскому отделению Zero Hour, группе американских молодёжных климатических активистов.
Вильясенор ведёт борьбу с изменение климата, как Грета Тунберг, которая вдохновила её после своего выступления 4 декабря 2018 года на конференции Организации Объединённых Наций по изменению климата (COP24) в Катовице (Польша). С 14 декабря 2018 года (во время COP24) она пропускала школу каждую пятницу и устраивала протест против отсутствия мер по борьбе с изменением климата перед штаб-квартирой Организации Объединённых Наций в Нью-Йорке. Она вышла из американской молодёжной организацией Climate Strike и основала образовательную группу по изменению климата Earth Uprising.
В мае 2019 года Вилласенор удостоена награды Disruptor Award от Tribeca Disruptive Innovation Awards (TDIA) и получила стипендию от общественной правозащитной организации «Общее благо», а также была награждена премией «Молодежное лидерство в области климата» от Earth Day Network.
В августе 2019 года Грета Тунберг прибыла в Нью-Йорк из трансатлантического плавания на парусной лодке. Вилласенор, Сие Бастида и другие экологические активисты приветствовали Тунберг. К этому времени они уже установили контакт друг с другом в социальных сетях.
23 сентября 2019 года Вилласенор вместе с 15 другими молодёжными активистами, включая Грету Тунберг, Катарину Лоренцо и Карла Смита, подали юридическую жалобу в ООН, обвинив пять стран, а именно Францию, Германию, Бразилию, Аргентину и Турцию, в несоблюдении обязательств по выполнения программы по сокращению вредных выбросов, которые они взяли на себя по Парижскому соглашению.
В середине октября 2019 года она посетила Всемирный саммит C40 Cities в Копенгагене, Дания.
В середине января 2020 года она посетила Всемирный экономический форум как молодёжный докладчик, а затем 24 января 2020 года приняла участие в школьной забастовке за климат в Давосе (Швейцария) вместе с Гретой Тунберг.
19 августа 2020 года Александрия обратилась к национальному съезду Демократической партии США в рамках борьбы против изменения климата.
1 декабря 2020 года журнал Seventeen назвал её одним из голосов 2020 года.